# Hamer Guitars
Hamer Guitars est un fabricant américain de guitares électriques fondé en 1973 à Wilmette, Illinois, par les propriétaires de magasins de guitares vintage Paul Hamer et Jol Dantzig. Les premiers instruments de la marque présentaient des design basés sur la Gibson Explorer (The Standard) et la Gibson Flying V (Vector). En 1977, la marque introduisit son modèle iconique, une guitare doube-cutaway appelée Sunburst. En 1988, la marque fut rachetée par Kaman Music Corporation qui commercialisa une gamme d'instruments de fabrication asiatique à bas prix, appelée Hamer XT Series et Slammer by Hamer, lesquelles furent abandonnées en 2009 peu après le rachat de Kaman par Fender Musical Instruments Corporation. Après une interruption de production entre 2013 et 2017, la marque fut réintroduite en tant que filiale de KMC Music qui a annoncé son retour au NAMM Show la même année. Hamer Guitars est aussi connu comme le premier fabricant de guitares à produire une basse à 12 cordes.

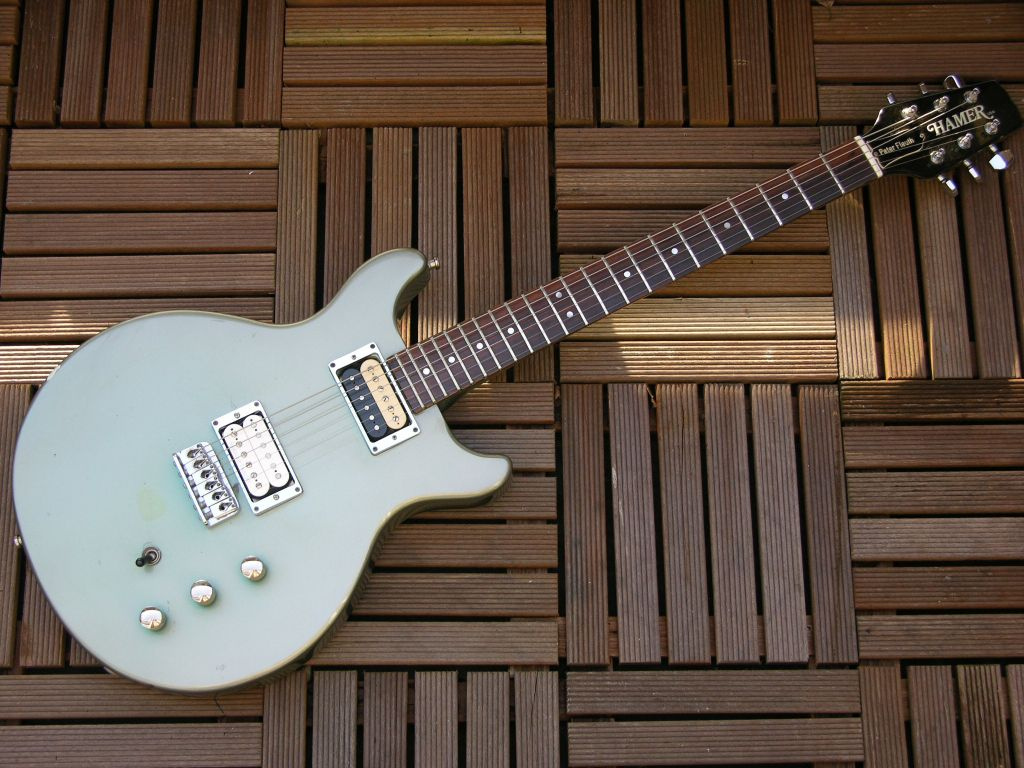
Un modèle "spécial" de 1980

## Musiciens célèbres utilisateurs de Hamer
Parmi les musiciens célèbres ayant utilisés les guitares et basses Hamer on nommera 
- Rick Nielsen et Tom Petersson (Cheap Trick)
- Glenn Tipton (Judas Priest)
- Rick Savage (Def Leppard)
- Paul Stanley (Kiss)
- Martin Turner (Wishbone Ash)
- Martin Barre (Jethro Tull)
- Andy Summers (The Police)
- Brad Whitford (Aerosmith)